# Ричард М. Дейли
Ричард Майкъл Дейли (роден на 24 април, 1942 година) е кмет на Чикаго, щата Илинойс, САЩ. Той е представител от демократическата партия.
Ричард Дейли е кмет на Чикаго от 24 април 1989, което го прави един от най-дългогодишните кметове на града. Последният му мандат е започнал да тече през 2007 и ако се задържи на власт до 25 декември 2010 ще стане най-дългогодишния кмет в историята на Чикаго. Позиция която държи неговия баща Ричард Дж. Дейли.